# Wet van Byerlee
De wet van Byerlee is een experimenteel bepaalde natuurkundige wet die aangeeft onder welke mechanische spanningstoestand in de aardkorst gesteente langs een breuk kan bewegen. De wet werd aan de hand van experimentele data opgesteld door de Amerikaanse geofysicus James Byerlee.
De wet van Byerlee is afgeleid van het criterium van Coulomb. Dit criterium is een lineair verband tussen de schuifspanning en de normaalspanning waarmee de spanningstoestand waarbij een materiaal breekt wordt gegeven:
{\displaystyle \tau =S_{0}+\mu (\sigma _{n}-P_{f})}
Waarbij {\displaystyle \tau } de schuifspanning is en {\displaystyle \sigma _{n}} de normaalspanning. {\displaystyle S_{0}} is de cohesie (of interne sterkte) van het gesteente. {\displaystyle P_{f}} is de poriëndruk, die op kleinere schaal constant is. Volgens Byerlee breekt een gesteente als:
{\displaystyle \tau =0{,}85\,\sigma _{n}}
voor normaalspanningen tot 200 MPa; en
{\displaystyle \tau =50+0{,}6\,\sigma _{n}}
voor normaalspanningen boven de 200 MPa. In deze formules staat {\displaystyle \tau } voor de schuifspanning in het gesteente en {\displaystyle \sigma _{n}} voor de normaalspanning. Het criterium van Coulomb is daarmee vereenvoudigd tot een algemene vergelijking die voor de hele aardkorst geldt. Niet de hele aardkorst bestaat echter uit dezelfde gesteenten en de materiaalconstanten kunnen daarom plaatselijk verschillen. Hoewel het dus een simplificering van de werkelijkheid is, vormt de wet van Byerlee meestal een goede benadering, zolang geen al te hoge temperatuur (tot 400 °C) in het gesteente heerst.